# Ulrico I di Meclemburgo-Stargard
Ulrico I di Meclemburgo-Stargard (Schwerin, prima del 1382 – Stargard, 8 aprile 1417) fu Duca di Meclemburgo-Stargard dal 1393 sino alla sua morte.

## Biografia
Ulrico era il figlio terzogenito del duca Giovanni I di Meclemburgo-Stargard e di sua moglie, Agnese di Lindow-Ruppin.
Ulrico I nacque prima del 1382. Dopo la morte del padre nel 1392, egli gobernò insieme ai fratelli Giovanni II e Alberto I (m. 1397). Nel 1408, Ulrico e Giovanni si divisero i loro possedimenti e Ulrico ottenne le signorie di Neubrandenburg, Stargard, Strelitz e Wesenberg, scegliendo di risiedere a Neubrandenburg.
Il 19 marzo 1417 egli fece testamento nel castello di Strelitz dove morì tre settimane più tardi, l'8 aprile. Venne sepolto nel convento di Wanzka a Blankensee dove sua figlia Anna era badessa.

## Matrimonio e figli
Ulrico I sposò Margherita, figlia del duca Swantibor III di Pomerania-Stettino. La coppia ebbe i seguenti figli:
- Anna, badessa del convento di Wanzka a Blankensee
- Alberto II, duca di Meclemburgo-Stargard-Neubrandenburg (1417–1423)
- Enrico, duca di Meclemburgo-Stargard-Neubrandenburg (1417–1436), dal 1438 duca di Meclemburgo-Stargard, dal 1436 coreggente del principato di Werle-Güstrow